# 載初
載初（𡕀𡔈〈〉、さいしょ）は、唐の睿宗李旦の治世に使用された元号。689年 - 690年。武則天による実質的な権力掌握が行われ、一般的には武則天の年号として取扱う。
武則天は永昌元年11月を載初元年正月と定め、12月を臘月、翌年正月を1月とした。この変則的な暦法は久視元年（700年）になり修正されるまで使用された。

## 西暦・干支との対照表
| 載初 | 元年  | 2年   |
| 西暦 | 689年 | 690年 |
| 干支 | 己丑  | 庚寅  |

| 前の元号 永昌 | 中国の元号 唐 | 次の元号 天授 |